# Kustjagare
Kustjagare var en typ av jagare inom svenska flottan som anskaffades under andra världskriget när man snabbt ville öka antalet fartyg. De var av mindre storlek än den föregående typen stadsjagare. Fyra jagare köptes från Italien år 1940. Fyra kustjagare av Modeklass beställdes 1942 och levererades nio månader senare från de båda varven Eriksbergs Mekaniska Verkstads AB och Öresundsvarvet. 
Kustjagarna användes främst för eskorttjänst. De byggdes efter kriget om till fregatter

## Kustjagarna
- HMS Romulus (J27) - F.d. Spica
- HMS Remus (J28) - F.d. Astore
- HMS Mode (29)
- HMS Magne (30)
- HMS Munin (31)
- HMS Mjölner (32)